# 이기주 (축구인)
이기주(李錡柱, 1926년 11월 12일 ~ 1996년 12월 9일 )은 대한민국의 축구 선수로, 1954년 FIFA 월드컵에 참가했다.